# Christian Pauls
Christian Pauls (ur. 26 września 1944 w Buckow) – niemiecki dyplomata, ambasador w Irlandii słynny z pouczania Irlandczyków i gwałtownych wypowiedzi pod ich adresem.
Studiował prawo na uniwersytetach we Fryburgu Bryzgowijskim, Montpellier i Hamburgu. W latach 1973–1975 pracował jako prawnik w Hamburgu.
Od 1975 roku w służbach dyplomatycznych RFN. Był niemieckim ambasadorem w Kanadzie od 2001 do 2005 roku, kiedy w Ottawie zastąpił go Matthias Martin Höpfner.
Pauls został przeniesiony na placówkę irlandzką. Jako ambasador w Dublinie głośno i otwarcie (z art. prasowych) krytykował Irlandczyków za odrzucenie Traktatu Lizbońskiego w narodowym referendum. Wygłaszał różne opinie o Irlandczykach, które w oczach euroentuzjastycznych Niemców uczyniły go niemal bohaterem narodowym: „sukces ekonomiczny uczynił Irlandczyków chamami”, lub: „narzekają na innych łowiących ryby na ich wodach i zapominają kto im płaci subsydia”. Stał się przez to znany jako „niedyplomatyczny ambasador”.